# Gemini Movies
Gemini Movies est une chaîne de télévision indienne en langue télougou, fililale de Sun Network. Auparavant nommée Teja TV (télougou: తేజ టీవీ), c'est une chaîne de cinéma 24 heures sur 24. Elle dispose d'une vaste bibliothèque de films, comptant plus de 2 900 films, incluant de nombreux films populaires, souvent partagés avec Gemini TV et ses filiales en télougou. La chaîne diffuse également des émissions sur les films, des chansons et des nouvelles cinématographiques.
Elle est maintenant aussi diffusée de façon payante sur Singtel TV sur le Channel 674 à Singapour.